# Opius acarinatus
Opius acarinatus är en stekelart som beskrevs av Fischer 1965. Opius acarinatus ingår i släktet Opius och familjen bracksteklar. Inga underarter finns listade i Catalogue of Life.